# Золтан Бараньї
Золтан Бараньї (угор. Zoltán Baranyai, 12 грудня 1888, Виноградів — 25 жовтня 1948, Нотр-Дам, штат Індіана) — учитель середньої школи, історик літератури та письменник-юрист.

## Діяльність
Син Дюли Бараньї та Емілії Квінц. З 1920 по 20 травня 1925 року він був адміністратором угорських справ у Лізі Націй у Женеві. Його наукова робота в основному була спрямована на дослідження угорсько-французьких літературних відносин. Його дружиною була Ержебет Берта Кевешлігеті, з якою він одружився в Ержебетвароші, Будапешт, 17 листопада 1918 року
З 1920 року служив у зовнішній службі, спочатку у Берні при посольстві, пізніше в Женеві в секретаріаті Ліги Націй. У 1926 р. став викладачем Сегедського університету (напрям: історія літератури). З 1936 року служив у Міністерстві закордонних справ. Він був членом кількох урядових делегацій (Міжнародна конференція праці, Міжнародна економічна конференція). З 1945 —  головний вчитель. У 1946 р. він був головним делегатом Паризької мирної конференції. З 1947 р. у США, штат Індіана, працював вчителем. На додаток до своєї праці з історії французької літератури, він також займався правами меншин. Більшість його статей були опубліковані в «Угорському огляді». — "Французька мова та культура в Угорщині у XVIII ст." (Bp., 1920); "Захист прав меншин" (Bp., 1922).

## Творчість
- A francia nyelv és műveltség Magyarországon a XVIII. században (1920)
- A kisebbségi jogok védelme (Budapest, 1922)